# メディカル・サービス法人
メディカル・サービス法人（メディカル・サービスほうじん、略称MS法人）とは、日本において、医療関係のサービスを行う営利法人をいう。一般的には、医療法人と経営上利害関係のある医療関係サービスを行う営利法人を指す。

## 概説
社会医療法人を除く通常の医療法人は、行うことができる業務の範囲を厳密に制限されており、例えば不動産賃貸業などは行うことができない。そこで、医療法人が行うことができない業務をメディカル・サービス法人が担うという手法が用いられることが多い。

## 医療法人の役員と営利法人の役員等の兼務についての留意点
医療法人の非営利性を担保するため、「医療法人の役員は、原則として当該医療機関の開設・経営上利害関係にある営利法人等の役職員を兼務していないこと」とされていることから医療法人の役員と利害関係のあるメディカル・サービス法人の役職員の間に兼務がないかどうかについて、注意が必要である。